# Ararendá
Ararendá là một đô thị thuộc bang Ceará, Brasil. Đô thị này có diện tích 344,132 km², dân số năm 2007 là 10600 người, mật độ 30,8 người/km².